# Шэньянский трамвай
Шэньянский трамвай (мукденский трамвай) — трамвайная система, действующая в китайском городе Шэньяне (ранее был известен как Мукден) с 1907 (конка) по 1973 год и с 2013 года.

## История
Конка появилась в Шэньяне в 1907 году. В октябре 1925 года в городе открылся электрический трамвай, построенный японцами. Трамвай в Шэньяне был закрыт в 1973 году. Трамвай в Шэньяне был воссоздан в 2013 году.